# G-proteïnegekoppelde receptor

3D-Structuurmodel van een G-proteïnegekoppelde receptor (κ-Opiaatreceptor in complex met het ligand JDTic)

G-proteïnegekoppelde receptoren (Engels: G protein-coupled receptor, GPCR) vormen een biologisch belangrijke klasse van metabotrope receptoren. Ze spelen een rol in een groot aantal signaaltransductieprocessen. Een belangrijke karakteristiek van GPCR's is, dat ze zeven zogenaamde transmembraandomeinen hebben. Deze domeinen bestaan uit een α-helix die de celmembraan overspant. De GPCRs zijn geclassificeerd in 6 subfamilies:
- Rhodopsin familie (Klasse A), veruit de grootste familie
- Secretine familie (Klasse B)
- Glutamaat familie (Klasse C)
- Adhesie (receptor) familie (Klasse D)
- Cyclisch AMP (klasse E)
- Frizzled familie (Klasse F)

In 1999 ontving Marc Parmentier de Francquiprijs voor zijn werk op dit vlak en in 2012 ontvingen Robert Lefkowitz en Brian Kobilka de Nobelprijs voor de Scheikunde voor hun werk aan deze G-eiwit gekoppelde receptoren.
Ongeveer 40 % van de geneesmiddelen heeft een GPCR als aangrijpingspunt.